# رادا الکترونیکس
رادا الکترونیکس (انگلیسی: RADA Electronic) شرکت صنایع جنگ‌افزاری اسرائیلی است، که در سالذ۱۹۷۰ تأسیس شد.